# علوم اعصاب افزایش سن
علوم اعصاب افزایش سن (به انگلیسی: Neuroscience of aging) مطالعه تغییرات در سیستم عصبی است که با افزایش سن رخ می دهد. افزایش سن با تغییرات زیادی در سیستم عصبی مرکزی همراه است ، مانند لاغر شدن خفیف قشر مغز که غیرپاتولوژیک محسوب می شود. افزایش سن همچنین با بسیاری از بیماری های نورولوژیک و تخریبگر عصبی مانند اسکلروز جانبی آمیوتروفیک ، زوال عقل ، اختلال شناختی خفیف ، بیماری پارکینسون و بیماری کروتزفلد-جاکوب.همراه است. 

## تغییرات ساختاری و نورونی
رشد و تولید بافت عصبی در بزرگسالان بسیار نادر است، فقط در هیپوتالاموس و جسم مخطط مغز و در فرایندی به نام نوروژنز در بزرگسالان به میزان کم رخ می دهد. حجم مغز بعد از چهل سال تقریباً 5٪ در هر دهه کاهش می یابد. در حال حاضر مشخص نیست که چرا حجم مغز با افزایش سن کاهش می یابد ، با این حال ، برخی از علل ممکن است شامل موارد زیر باشد: مرگ سلول ، کاهش حجم سلول و تغییر در ساختار سیناپسی. تغییرات در حجم مغز در مناطق دارای قشر پیش پیشانی و پس از آن به ترتیب جسم مخطط ، لوب گیجگاهی ، ورمیس مخچه ، نیمکره های مخچه و هیپوکامپ بیشترین کاهش حجم رخ میدهد.  با این حال ، یک بررسی نشان داد که آمیگدالا و قشر پیش پیشانی نسبتاً عاری از آتروفی است ، که هدف آن یافتن ثبات عاطفی است که با پیری غیر پاتولوژیک اتفاق می افتد.  بزرگ شدن بطن ها ، برجستگی و شکاف ها نیز در پیری غیر پاتولوژیک معمول است. 
این تغییرات همچنین ممکن است با انعطاف پذیری عصبی ، عملکرد سیناپسی و کانالهای کلسیم در دار ولتاژ مرتبط باشد.  میزان افزایش بیش از هایپرپولاریزاسیون ، به احتمال زیاد نتیجه تنظیم ناکارآمد کلسیم است که منجر به کاهش سرعت شلیک نورون ها و انعطاف پذیری می شود. این اثر به ویژه در هیپوکامپ حیوانات مسن مشهود است و ممکن است نقش مهمی در کمبود حافظه مرتبط با سن داشته باشد. بهایپرپولاریزاسیون یک نورون را می توان به سه مرحله تقسیم کرد: هایپرپولاریزاسیون سریع ، متوسط و آهسته. در نورون های سالخورده ، مراحل هایپرپولاریزاسیون متوسط و آهسته شامل بازشدن طولانی مدت کانالهای پتاسیم وابسته به کلسیم است. فرض بر این است که طولانی شدن این فاز نتیجه کلسیم تنظیم نشده و بیش فعالی مسیرهای کولینرژیک ، دوپامینرژیک ، سروتونرژیک و گلوتامینرژیک است. 

## تغییرات عملکردی طبیعی
حافظه مقطعی از میانسالی به تدریج کاهش می یابد ، در حالی که حافظه معنایی تا اواخر پیری افزایش، و پس از آن کاهش می یابد.  افراد مسن تر معمولاً به میزان بیشتری در حین انجام کارهای مربوط به حافظه ، قشر پیشانی خود را درگیر می کنند که احتمالاً برای جبران عملکردهای اجرایی میباشد. اختلالات بعدی عملکرد شناختی مرتبط با افزایش سن شامل کاهش سرعت پردازش و عدم توانایی در تمرکز است. مدلی پیشنهاد شده است که موقعیت فعال سازی تغییر یافته ای را کاهش می دهد که باعث کاهش کارایی عصبی ناشی از پلاک های آمیلوئید و کاهش عملکرد دوپامین می شود و منجر به فعال سازی جبرانی می شود.  کاهش پردازش محرک های منفی در مقایسه با محرک های مثبت در پیری ظاهر می شود ، به اندازه کافی قابل توجه است که حتی با واکنش های عصبی خودمختار به محرک های دارای بار احساسی قابل تشخیص است.  پیری همچنین با کاهش رفلکس کف پا و پاسخ رفلکس آشیل همراه است. در طی پیری طبیعی هدایت عصب نیز کاهش می یابد. 

### آسیب DNA
برخی از ژن های قشر پیشانی کاهش رونویسی ژنی را پس از 40 سالگی و به ویژه پس از 70 سالگی نشان می دهد.  به طور خاص ، ژن هایی که نقش اصلی در انعطاف پذیری سیناپسی را دارند، کاهش رونویسی ژنی را متناسب با سن نشان می دهد. پروموترهای ژنها که رونویسی ژنی کاهش یافته دارند، در قشر مغر افراد مسن تر، افزایش قابل توجهی در آسیب DNA ، احتمالاً آسیب اکسیداتیو DNA نشان میدهند 

## تغییرات پاتولوژیک
تقریباً 20٪ افراد بالای 60 سال دارای یک اختلال عصبی هستند ، که بیشترین اختلالات مقطعی به شمار می آید و بعد از آن اختلالات حرکتی خارج هرمی و اختلالات عصبی قرار دارد.  بیماری هایی که معمولاً با پیری همراه هستند شامل موارد زیر است
- آتروفی سیستم چندگانه [۱۳]
- بیماری پارکینسون
- بیماری آلزایمر [۱۴]
- سکته مغزی [۱۵]
- اسکلروز جانبی آمیوتروفیک [۱۶]
- بیماری کروتزفلد - جاکوب [۱۷]
- دمانس فرونتوتمپورال [۱۸]
- زوال عقل با اجسام لوئی
- انحطاط کورتیکوبازال [۱۹]
- حمله ایسکمی گذرا
- زوال عقل عروقی

غلط چینشی پروتئین ها یکی از اجزای مشترک پاتوفیزیولوژی پیشنهادی بسیاری از بیماری های مرتبط با پیری است ، اما شواهد کافی برای اثبات این موضوع وجود ندارد. به عنوان مثال ، فرضیه تائو در مورد آلزایمر بیان می کند که تجمع پروتئین تائو منجر به تجزیه اسکلت سلولی سلولهای عصبی و در نتیجه منجر به آلزایمر می شود.  مکانیسم پیشنهادی دیگر برای آلزایمر مربوط به تجمع آمیلوئید بتا است .  در مکانیزمی مشابه تکثیر پریون بیماری کرتزفیلد-جاکوب . به همین ترتیب فرض می شود که پروتئین آلفا-سینوکلئین در پارکینسون و بیماریهای مرتبط تجمع می یابد. 

### شیمی مغز
درمان به شیوه شیمی درمانی غالباً برای سلولهای مغز سمی است و منجر به از دست دادن حافظه و اختلال عملکرد شناختی می شود که می تواند مدتها پس از دوره قرار گرفتن در معرض بیماری باقی بماند. این شرایط، که شیمی مغز نامیده می شود به دلیل آسیب های به DNA است که باعث تغییرات اپی ژنتیکی در مغز می شود و روند پیری مغز را تسریع می کند. 

## مدیریت
درمان بیماری عصبی مرتبط با سن از بیماری به بیماری دیگر متفاوت است. عوامل خطر قابل تغییر برای زوال عقل شامل دیابت ، فشار خون بالا ، سیگار کشیدن ، هیپرهوموسیستئینمی ، پرکلسترولمی
و چاقی است (که معمولاً با بسیاری از فاکتورهای خطر دیگر زوال عقل همراه است). به طور متناقضی ، سیگار کشیدن باعث محافظت در برابر بیماری پارکینسون میشود .  همچنین مصرف قهوه یا کافئین باعث محافظت در برابر بیماری عصبی مرتبط با سن میشود.    مصرف میوه ها ، ماهی ها و سبزیجات، مانند رژیم مدیترانه ای ، باعث محافظت در برابر زوال عقل میشود.  ورزش بدنی به طور قابل توجهی خطر کاهش شناختی در سنین پیری را کاهش می دهد  و یک درمان موثر برای مبتلایان به زوال عقل   و بیماری پارکینسون است.    